# Жугуряну
Жугуряну (рум. Jugureanu) — село у повіті Бреїла в Румунії. Входить до складу комуни Улму.
Село розташоване на відстані 108 км на північний схід від Бухареста, 64 км на південний захід від Бреїли, 137 км на північний захід від Констанци, 79 км на південний захід від Галаца.

## Населення
За даними перепису населення 2002 року у селі проживали 1204 особи. Усі жителі села рідною мовою назвали румунську.
Національний склад населення села:
| Національність | Кількість осіб | Відсоток |
| -------------- | -------------- | -------- |
| румуни         | 1184           | 98,3%    |
| цигани         | 20             | 1,7%     |